# Stade Montbauron
Stade Montbauron – wielofunkcyjny stadion znajdujący się w Wersalu służący do rozgrywania meczów piłki nożnej, rugby union oraz zawodów lekkoatletycznych.
Rozgrywki sportowe toczyły się na terenie Montbauron już przed II wojną światową. Oficjalne otwarcie obecnego stadionu nastąpiło wiosną 1961 roku w obecności ponad dwudziestu tysięcy osób. Posiada on boisko do piłki nożnej i rugby otoczone lekkoatletyczną bieżnią, które w 2008 roku przeszły renowację.
Jest stadionem domowym klubu Football Club de Versailles 78, który rozgrywa na nim spotkania od 1 maja 1962 roku. Trenują na nim również lekkoatleci z Union Athlétique de Versailles. Przed przenosinami na Stade de Porchefontaine międzynarodowe turnieje oraz swoje mecze w krajowych rozgrywkach organizował na nim także miejscowy Rugby Club Versailles.
W 2003 roku gościł trzy spotkania mistrzostw świata U-19 w rugby union, zaś cztery lata później był jedną z baz treningowych podczas Pucharu Świata.
W 2012 roku był areną dwóch meczów piłkarskiego Coupe de l'Outre-Mer 2012.